# Alex DeLarge
Alex är berättaren och antihjälten i Anthony Burgess' roman En apelsin med urverk och i filmversionen med det engelska originalnamnet A Clockwork Orange, där han spelas av Malcolm McDowell. I romanen har han inget efternamn, men i filmen uppger han namnet Alex DeLarge då han åker i fängelse.
Alex DeLarge, spelad av McDowell, utsågs till den 12e bästa filmskurken genom alla tider i det amerikanska filminstitutets "100 Years... 100 Heroes & Villains". Han utsågs till den trettiosjätte bästa skurken i Wizard Magazine #177's feature "100 Greatest Villains of All Time".
Alex nöjen i livet är att misshandla, råna och våldta människor, samt lyssna på klassisk musik.